# Pont routier

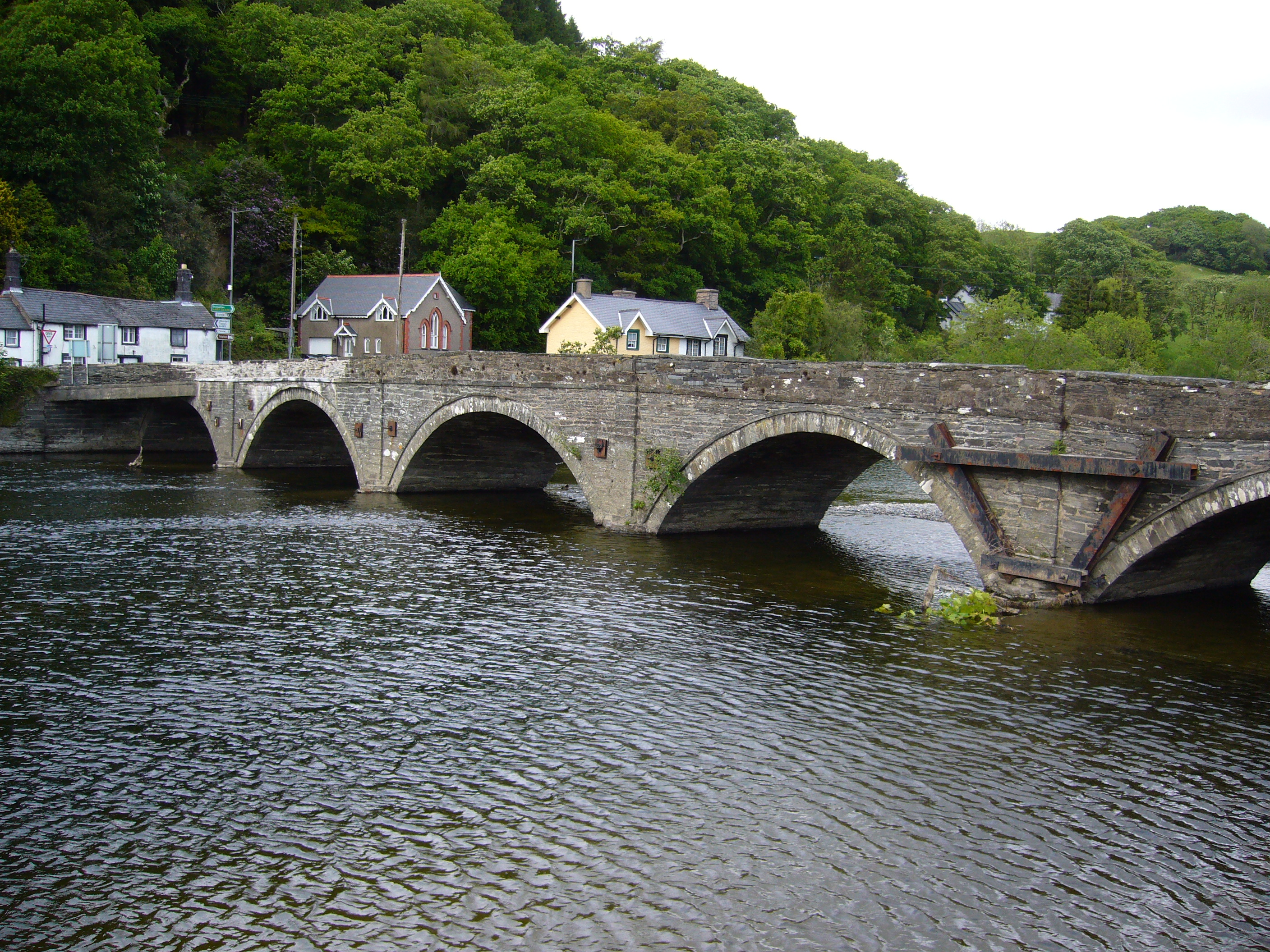
Le Pont ar Dyfi, au Pays de Galles, construit en 1805.

Un pont routier est un pont supportant une route pour les véhicules automobiles, par opposition, par exemple, aux passerelles destinées aux piétons ou aux ponts ferroviaires recevant des lignes de chemin de fer. Le trafic supporté impose à l'ouvrage d'art certaines caractéristiques, notamment de résistance et de largeur.

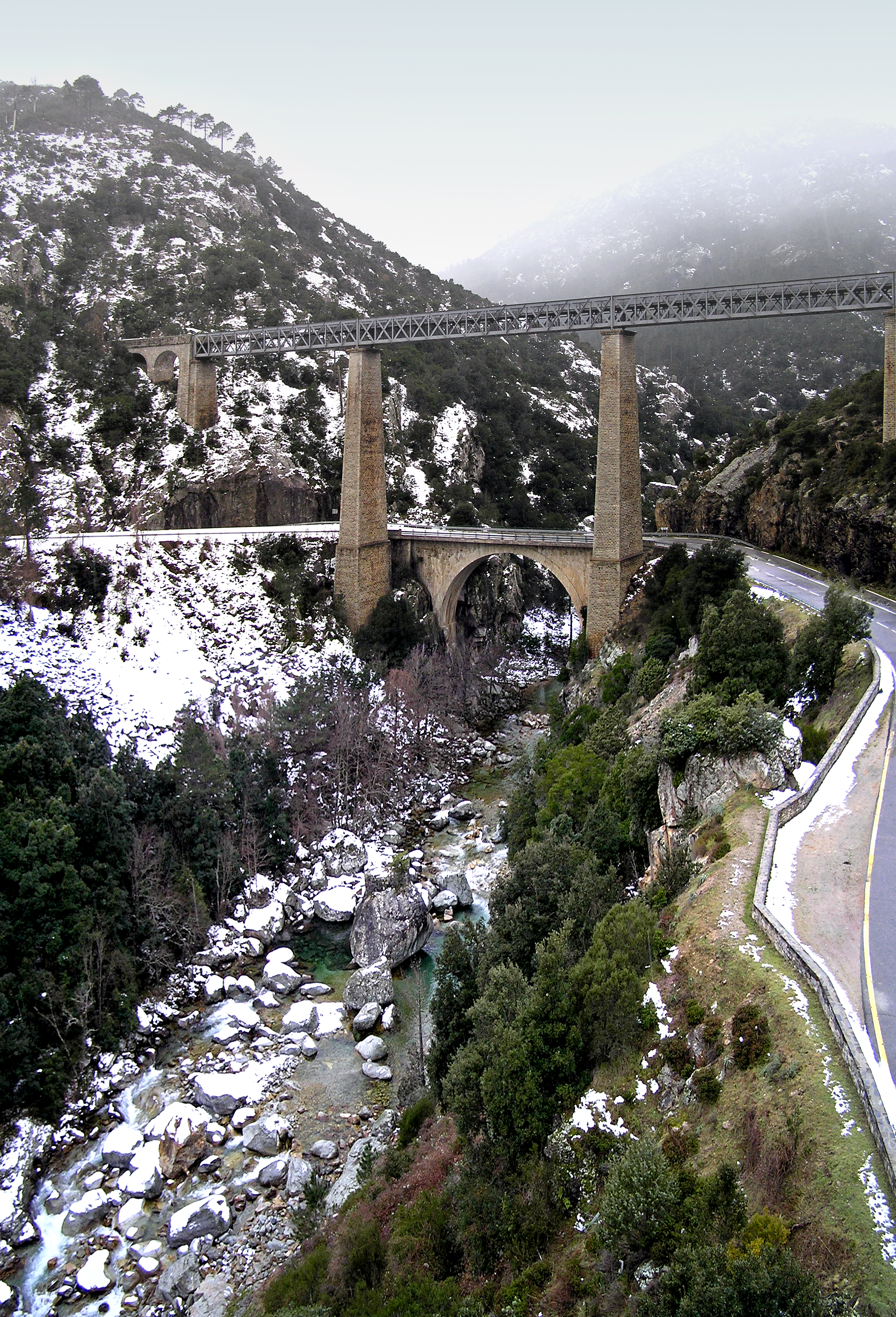
Pont routier du Vecchio, surplombé du viaduc ferroviaire, en Corse

En France, on estime qu'il y a en 2019 entre 200 000 et 250 000 ponts routiers.